# Passportenkopf
Der Passportenkopf (auch Passportenkofel, italienisch Croda Passaporto oder Croda del Passaporto) ist ein 2719 m s.l.m. hoher Berg im Gebiet der Drei Zinnen in den Sextner Dolomiten in Italien.

## Lage und Umgebung
Der Passportenkopf liegt nordöstlich der Drei Zinnen, von denen er durch den 2454 m hohen Paternsattel getrennt ist, an der Grenze zwischen der autonomen Provinz Südtirol im Westen und der Provinz Belluno im Norden, Osten und Süden. Der Hauptgipfel liegt dabei südöstlich der Grenze auf bellunesischem Territorium, die Grenze verläuft über einen 2701 m hohen Vorgipfel. Die Südtiroler Anteile sind im Naturpark Drei Zinnen unter Schutz gestellt. In Richtung Norden verläuft der Gebirgskamm und mit ihm die Grenze weiter zur Passportenscharte (Forcella Passaporto) und zum 2744 m hohen Paternkofel. Im Westen liegt das Zinnenplateau (ca. 2300 m) am Ende des Rienztals, im Süden die Hochebene Piano di Lavaredo  (ca. 2300 m) und im Südosten die Piano di Cengia  (ca. 2200 m), ein weiteres flaches Plateau. Zwischen dem Hauptgipfel und diesem Kamm liegen mehrere weitere Gipfelpunkte, darunter der Torre Pian di Cengia (2685 m), der Campanile Buffa di Perrero, der Torre Quattro Laghi (2681 m) und der Torre Tito (2427 m).

## Stützpunkte und Wege
Wichtige Schutzhütten im Bereich des Passportenkopfs sind die Dreizinnenhütte im Norden (2438 m), die Auronzohütte (2320 m) im Südwesten und das Rifugio Lavaredo (2325 m), nur wenige hundert Meter südwestlich des Gipfels gelegen.
Der Normalweg auf den Passportenkopf führt von Süden weglos im Schwierigkeitsgrad II (UIAA) zum Gipfel, wobei für den Aufstieg etwa eine Stunde Gehzeit veranschlagt wird. Darüber hinaus sind nord-, ost- und westseitig mehrere Kletterrouten in den Schwierigkeitsgraden III bis IV zu finden. Die südöstlichen Nebengipfel sind durch schwierigere Routen bis zum VI. Grad erschlossen. Insgesamt ist das Massiv jedoch von eher untergeordneter alpinistischer Bedeutung.

## Geschichte
Der Passportenkopf wurde am 19. August 1889 durch den Bergführer Sepp Innerkofler und den Touristen Hans Helversen über die Südflanke erstbestiegen.
Bis zum Ersten Weltkrieg war die heutige Grenze zwischen den Provinzen Südtirol und Belluno die Staatsgrenze zwischen Österreich-Ungarn und Italien. Zu Beginn des Gebirgskriegs 1915–1918 war die Grenzlinie von Italien besetzt. Zu Kampfhandlungen am Passportenkopf kam es am 26. Mai 1915 im Zug einer österreichischen Offensive auf die italienischen Stellungen am Paternsattel, die jedoch fehlschlug. Der Erstbesteiger des Passportenkopfes, Sepp Innerkofler war an dieser Operation beteiligt und überwachte sie vom Paternkofel aus. Am 29. Mai wurde der Passportenkopf ebenso wie der Paternkofel von Italien besetzt und bis zum Abzug der italienischen Truppen aus dem Gebiet im November 1917 gehalten.
In den 1930er Jahren wurden die meisten Kletterrouten am Passportenkofel erschlossen. Später fanden Neuerschließungen nur noch an den südöstlich vorgelagerten Nebengipfeln statt.